# Museu Amna Suraka
O Museu Amna Suraka (em curdo:  مۆزەخانەی ئەمنە سوورەكە, em árabe: آمنة سوراكا،, lit. 'O Museu da Segurança Vermelha') é um museu em Suleimânia, no Iraque, na região do Curdistão iraquiano.

## Prisão
De 1979 a 1991, durante o governo de Saddam Hussein no Iraque, Amna Suraka foi a sede norte do Da'irat al-Amn/Diretoria de Segurança Geral, a agência de inteligência do Ministério do Interior iraquiano, coloquialmente conhecida apenas como Amn. Muitas pessoas foram presas lá, especialmente estudantes, nacionalistas curdos e outros dissidentes. Muitos foram torturados e estuprados. Durante a Batalha de Sulaymaniah, em 1991, oficiais de segurança e soldados iraquianos recuaram para a sede da Amn, que serviu como reduto baathista na cidade e conteve os rebeldes por quase dois dias até que a prisão foi capturada pelas forças Peshmerga, após um ataque de duas horas de duração. Os rebeldes executaram sumariamente 300 agentes do Amn, com civis furiosos matando muitos outros. Um grupo de mães cujos filhos foram mortos no complexo apedrejou e matou a machadadas 21 iraquianos. No total, entre 700 e 800 polícias secretos e soldados foram mortos, embora muitos conscritos tenham sido perdoados e autorizados a regressar às suas casas no sul pelo chefe do KDP, Massoud Barzani. O edifício tem muitas marcas de balas daquela batalha.

## Museu
Em 2003, foi inaugurado no local um museu para documentar as violações dos direitos humanos durante o governo de Saddam. O museu é de entrada gratuita, aberto seis dias por semana, e financiado principalmente pela União Patriótica do Curdistão, um partido político, e também recebeu financiamento da família Talabani e do Grupo Qaiwan. As exibições do museu incluem manequins demonstrando como as pessoas eram torturadas na prisão e um salão de espelhos quebrados com 182.000 cacos em homenagem aos curdos mortos durante a campanha genocida de Anfal, com 4.500 luzes de fundo para representar as aldeias curdas destruídas durante a campanha. Há também outra exposição sobre Anfal, com fotos de corpos exumados e nomes de curdos proeminentes que foram mortos ou desapareceram. Uma exposição posterior é sobre os combatentes Peshmerga mortos pelo Estado Islâmico.
No museu, a história dos abusos dos direitos humanos é usada numa narrativa do nacionalismo curdo. De acordo com Autumn Cockrell-Abdullah, o museu tenta "constituir os curdos como uma nação e um Estado-nação e demarcar as fronteiras de uma identidade nacional curda" através da memorialização dos abusos dos direitos humanos contra os curdos.
Em 2013, o repórter da Vice News, Orlando Crowcroft, chamou Amna Suraka de "o museu mais deprimente do mundo", bem como a maior atração turística em Suleimânia.
- Peças de artilharia em exposição do lado de fora.
- Cela de prisão reconstruída.
- Tortura de detentos com eletricidade e enforcamento.
- Tortura de um prisioneiro por falanga.
- Representação de uma prisioneira que foi estuprada até dar à luz um filho.
- Salão dos espelhos.